# Малий Бакай
Ма́лий Бака́й —  село в Україні, у Решетилівській міській громаді Полтавського району Полтавської області. Населення становить 346 осіб. До 2020 орган місцевого самоврядування — Малобакайська сільська рада...

## Географія
Село Малий Бакай знаходиться на відстані 1,5 км від сіл Бакай та Гришки. Селом протікає річки Бакай (влітку не пересихає) з загатою.

## Історія
12 червня 2020 року, відповідно до розпорядження Кабінету Міністрів України № 721-р «Про визначення адміністративних центрів та затвердження територій територіальних громад Полтавської області», село увійшло до складу Решетилівської міської громади.
19 липня 2020 року, в результаті адміністративно - територіальної реформи та ліквідації Решетилівського району, село увійшло до складу новоутвореного Полтавського району Полтавської області.